# Розрахункова одиниця
Розрахунко́ва одини́ця (умовна або штучна одиниця) — одиниця спеціального права запозичення, визначена Міжнародним валютним фондом. Відповідно до визначення в статті 9 Кодексу торговельного мореплавства від 23.05.1995 року, визначені суми, переводяться в національну валюту України за офіційним курсом цієї валюти до одиниці «спеціального права запозичення», що публікується Національним банком України на день створення обмежувального фонду, а якщо обмежувальний фонд не створюється — на день здійснення платежу.

## Історія
Раніше роль розрахункової одиниці відігралало золото, потім долар США, СПЗ, ЕКЮ СПЗ — штучно створені міжнародні резервні засоби для регулювання сальдо платіжних балансів, поповнення офіційних резервів та розрахунків з МВФ.
Випуск розпочався з 1 січня 1970 р. У цій одиниці виражаються курси національних валют, оцінюються валютні резерви. Технічно випуск СПЗ забезпечувався у вигляді спеціального запису на рахунках країн-членів МВФ. Спочатку ця одиниця мала золотий вміст, що становив 0,888671 г, і прирівнювалася до долара США. З переходом до «плаваючих» курсів вартість СПЗ визначається на основі середньозваженої величини — «валютного кошика» — через ринкові курси валют, які мають найбільшу питому вагу у міжнародній торгівлі (з1.01.99 р: долар США, євро, єна, фунт стерлінгів).
На відміну від СПЗ, які не мають реального забезпечення, емісія ЕКЮ забезпечувалася наполовину золотом та доларами та національними валютами країн-членів ЄВС. Технічно випуск ЕКЮ було здійснено у вигляді записів на рахунках центральних банків країн-членів ЄВС у Європейському фонді валютного співробітництва. З 1 січня 1999 р. замість ЕКЮ в безготівковий обіг було запроваджено євро.